# Lionel Beauxis

a Compétitions nationales et continentales officielles uniquement.

b Matchs officiels uniquement.
Dernière mise à jour le 13 décembre 2022.
Lionel Beauxis, né le 24 octobre 1985 à Tarbes (Hautes-Pyrénées), est un joueur français de rugby à XV, qui évolue au poste de demi d'ouverture ou plus rarement à celui d'arrière.
Formé à la Section paloise, il a ensuite évolué sous les couleurs du Stade français, du Stade toulousain, de l'Union Bordeaux Bègles, du Lyon OU, d'Oyonnax rugby, puis de l'AS Béziers.
Lionel Beauxis remporte le championnat du monde des moins de 21 ans en 2006, et évolue en équipe de France entre 2007 et 2012, avec un retour pour le Tournoi des Six Nations 2018. Il est connu pour son excellent jeu au pied, long et précis.

## Biographie

### Jeunesse et formation
Lionel Beauxis, naît le 24 octobre 1985 à Tarbes, préfecture des Hautes-Pyrénées. Il grandit à Louey, commune de Bigorre qui accueille le Rugby Club Louey Marquisat, club où évolue son père Patrick, aux postes d'ouvreur ou d'arrière. Sa tante est présidente du club jusqu'en 2020. Lionel Beauxis commence la pratique du rugby à XV au Rugby Club Louey Marquisat à l'âge de 5 ans.
Alors qu'il est encore enfant, son père l'emmène assister aux campagnes européénes de la Section paloise au Stade du Hameau à la fin des années 1990, et Lionel Beauxis devient fan de David Aucagne et de Philippe Bernat-Salles.
En 2001, le jeune bigourdan prend la direction du Béarn, réalisant son rêve d'enfance en rejoignant le centre de formation de la Section paloise, en cadets Alamercery. Beauxis intègre les sélections de jeunes du Comité du Béarn, aux côtés de Fabien Cibray, Arnaud Epito, Grégory Puyo ou encore Sébastien Tillous-Borde (FC Oloron). Avec la sélection du Béarn, il remporte la Coupe Roger Taddéï,. Retenu en équipe de France des moins de 18 ans, Beauxis est sélectionné aux côtés de Florian Cazalot, Arnaud Epito, Cibray et Tillous-Borde.
La charnière qu'il forme avec Fabien Cibray est alors particulièrement prometteuse, considérée comme la plus prometteuse du rugby français.

### Débuts en Top 14 avec la Section paloise
Beauxis et Cibray sont particulièrement couvés par l'état-major béarnais, et le club prolonge les contrats de ses pépites sur le long terme au stade du Hameau. À partir de 2003, Beauxis est intégré au groupe professionnel, en même temps que Jean-Baptiste Peyras.
Au début de la saison 2003-2004 de Top 14, Lionel Beauxis est désormais pleinement intégré au groupe béarnais. Beauxis débute en équipe première en Top 16, puis Top 14. En raison du fait qu'il n'a pas atteinte la majorité civile, Beauxis ne peut débuter en équipe première avant la fin du mois d' Octobre 2003, pour la plus grande frustation de Jean-Philippe Cariat.
Beauxis entre en jeu pour la première fois le 22 novembre 2003 lors d'un match amical au Stade de la Méditerranée face à l'AS Béziers, remplaçant son idole de jeunesse David Aucagne, de retour au club.
La semaine suivante, Beauxis est lancé dans le grand bain en championnat, au Stade Amédée-Domenech. Le jeune ouvreur, chaperonné par Thierry Ducès, réalise des débuts fracassants, inscrivant 19 points et tenant la dragée haute à son vis-à-vis : Alain Penaud.
Beauxis s'impose alors durablement comme un titulaire indiscutable des sectionnistes au poste de demi d'ouverture, grâce à son jeu au pied puissant et précis. Il est alors régulièrement associé à la charnière à Philippe Carbonneau et Christophe Laussucq.
Toutefois, le club béarnais entre dans une zone de turbulences à partir de 2004, en raison notamment d'une santé financière précaire. Les deux internationaux Harinordoquy et Traille quittent le club, et la Section lance de nombreux jeunes joueurs en équipe première, sans véritable plan d'encadrement.
Lionel Beauxis confirme ses progrès, et contribue à hisser la Section en finale de Challenge européen en 2005.
En 2006, Lionel Beauxis est le demi d'ouverture titulaire de l'Équipe de France des moins de 21 ans qui devient championne du monde. Associé à la charnière à Sébastien Tillous-Borde (à la suite du forfait de son partenaire de club Fabien Cibray sur blessure) Beauxis est l'un des grands artisans de ce succès, notamment en marquant la totalité des 24 points inscrits (6 pénalités et 2 drops) lors de la finale contre l'Afrique du Sud. Il est élu meilleur joueur moins de 21 ans de l'année 2006 par l'IRB.
Grâce à ses performances à Pau et en équipe de France des moins de 21 ans, et à un moment où Frédéric Michalak accumule les blessures et semble au creux de la vague, Lionel Beauxis est alors présenté comme l'un des plus grands espoirs du rugby français.
Toutefois, en proie à des difficultés financières, le club est relégué lors de la saison 2005-2006, dans des circonstances floues. En effet, lors de la dernière journée du Top 14 de la saison 2005-2006, la Section Paloise se trouve dans une position critique, accusant un retard de deux points sur le premier non-relégable. Pour assurer son maintien et devancer son rival direct, l'Aviron bayonnais, la Section est contrainte de décrocher une victoire bonifiée contre le Castres olympique.
Cependant, alors que l'équipe se rapproche de cet objectif crucial, la pression semble générer des erreurs et de la confusion. Lionel Beauxis fait le choix de tenter un drop-goal, au détriment d'une opportunité d'exploiter un surnombre sur l'aile.  « Je n’ai pas la radio ou la télé dans le short, je ne le savais pas. » déclare Beauxis après la rencontre.
Les joueurs soutiennent Beauxis, notamment les cadres. Or d'après Jean-Marc Souverbie, les joueurs n'avaient pas connaissance du score de l'Aviron bayonnais, et Beauxis avait simplement appliqué les consignes venant du banc de touche.
Beauxis fait alors figure de bouc-émissaire, notamment pour Thierry Mentières et Pierre Bouisset, manager général brièvement devenu entraîneur en cours de saison, qui évoque notamment une erreur de jeunesse en conférence de presse.
Si Cibray continue une année supplémentaire en Pro D2, Beauxis quitte le club, la mort dans l'âme, après quelques nuits blanches. La Section paloise retrouvera l'élite du rugby français après dix années de purgatoire en Pro D2, lors de la saison 2015-2016.

### Départ au Stade français
À la suite de son titre mondial, Lionel Beauxis rejoint le Stade français. Grâce à ses performances à Pau et en équipe de France des moins de 21 ans, et à un moment où Frédéric Michalak accumule les blessures et semble au creux de la vague, Lionel Beauxis est alors présenté comme l'un des plus grands espoirs du rugby français.

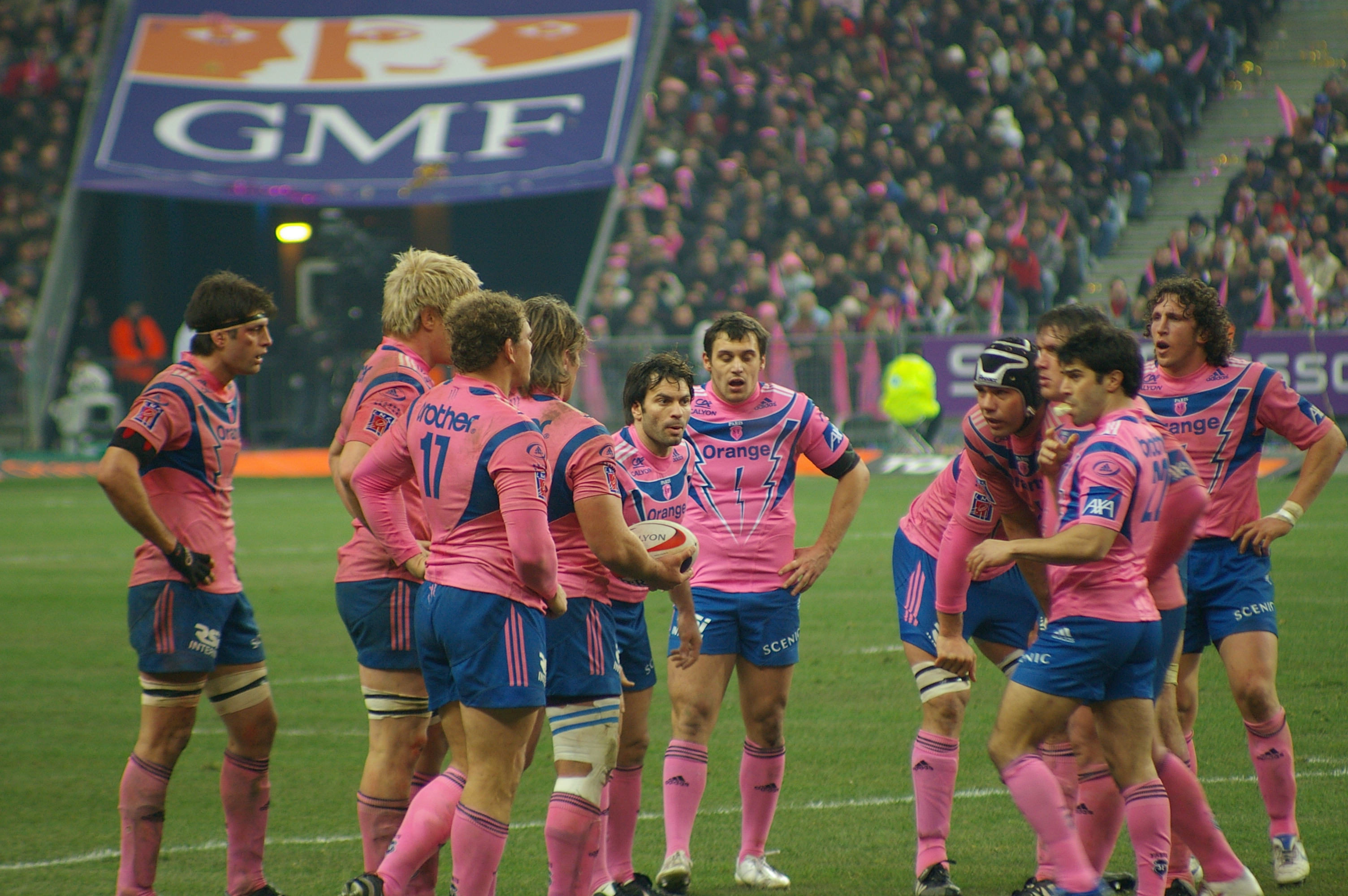
Lionel Beauxis avec le Stade français en 2007.

L'ex-Palois connaît sa première sélection dans le Tournoi des Six Nations 2007 face à l'Italie. En mars 2007, il est sélectionné avec les Barbarians français pour jouer un match contre l'Argentine à Biarritz. Les Baa-Baas s'inclinent 28 à 14. Il joue peu pendant la fin de saison du Stade français, mais les sélectionneurs, misant sur la qualité de son jeu au pied, décident cependant de l'incorporer au groupe des 30 pour le Mondial 2007.

« On a besoin d'un pied international. Quelqu'un avec une qualité de jeu au pied long qui fait avancer l'équipe. »

— Bernard Laporte, à Eurosport le 14 juin 2007, à propos de la sélection de Lionel Beauxis dans la liste de l'équipe de France en vue de la Coupe du monde
Lionel Beauxis est titularisé pour le quatrième match de cette coupe du monde, contre la Géorgie. Il marque alors 24 points (1 essai, 3 buts et 5 transformations). Sa bonne prestation lui vaut d'être préféré à Michalak pour le quart de finale contre la Nouvelle-Zélande. Certains observateurs se sont demandé si son jeune âge ne risquerait pas d'être préjudiciable dans un match de cette importance, et contre un adversaire très largement favori, mais les sélectionneurs ont probablement estimé que le jeu au pied de Lionel Beauxis serait très utile dans un match où l'occupation du terrain jouerait un rôle primordial. Lionel marque huit nouveaux points (2 buts et 1 transformation), avant de céder sa place à Michalak en cours de seconde période, et participe donc pleinement au succès français (20-18). Reconduit pour la demi-finale contre l'équipe d'Angleterre, il marque les neuf points (trois pénalités) de son équipe, finalement battue 9-14.
La saison suivante de Lionel Beauxis sera perturbée par de nombreuses blessures. Il joue peu en club, et rate les différentes tournées de l'équipe de France, ainsi que le Tournoi des Six Nations 2008.
À partir de la saison 2008-2009, il se remet à jouer régulièrement avec son club. Il est rappelé en équipe de France à l'occasion du Tournoi des Six Nations 2009. Il joue alors en club au poste d'arrière, tandis qu'il continue d'évoluer en équipe de France au poste de demi d'ouverture. Cependant, depuis l'arrivée de Marc Lièvremont à la tête de l'équipe de France, il ne joue plus les premiers rôles en équipe de France où le staff lui préfère François Trinh-Duc. Ainsi, après une défaite en Australie 22-6, le 27 juin 2009, il est écarté des Bleus.
En juin 2011, il participe à la tournée des Barbarians français en Argentine pour jouer deux matchs contre les Pumas. Les Baa-Baas s'inclinent 23 à 19  à Buenos Aires puis l'emportent 18 à 21 à Resistencia.

### Nouveau départ au Stade toulousain
En février 2011, il signe un contrat de trois ans avec le Stade toulousain qu'il rejoindra en fin de saison et retrouve l'équipe de France un an plus tard. Avec le Stade toulousain, alors qu'il s'apprêtait à entrer sur le terrain, il se blessa à la voûte plantaire en s'échauffant contre Bayonne le 21 septembre 2012.
Il participe au Tournoi des Six Nations 2012, le premier du nouveau sélectionneur Philippe Saint-André mais n'est plus rappelé en équipe de France par la suite.
En janvier 2014, il signe un contrat d'un an (plus une autre année en option) avec l'Union Bordeaux Bègles qu'il rejoindra en fin de saison.
Après trois saisons à l'UBB, il signe avec le Lyon olympique universitaire pour la saison 2017-2018. Le 16 février 2017, il annonce qu'il rejoint finalement le LOU dès la semaine suivante en tant que joker médical.
Lors du Tournoi des Six Nations 2018, après six ans d'absence, et à la suite de l'indisponibilité de Camille Lopez et à la blessure de Matthieu Jalibert face à l'Irlande, il est rappelé par le nouveau sélectionneur, Jacques Brunel.
En 2019, il quitte Lyon pour rejoindre Oyonnax en Pro D2.
En 2021, il s'engage pour une saison avec l'AS Béziers Hérault en Pro D2. Il met fin à sa carrière à l'issue de cette saison ; après l'annonce de sa retraite sportive, Beauxis déclare son regret de n'avoir pu effectuer l'intégralité de sa carrière à la Section paloise.

### Carrière d'entraîneur
Lionel Beauxis débute dans la carrière d'entraîneur de rugby à XV avec les Juniors Crabos du Lyon olympique universitaire rugby. Sous la co-direction de Lionel Beauxis et Emmanuel Stival, le LOU Rugby remporte enfin le Bouclier des Reichel Accession en battant Rouen NR (36-21), après deux finales perdues.  
En juin 2023, Lionel Beauxis prend la tête de l'équipe Espoirs du club.

## Carrière

### En club
- 2003-2006 : Section paloise
- 2006-2011 : Stade français Paris
- 2011-2014 : Stade toulousain

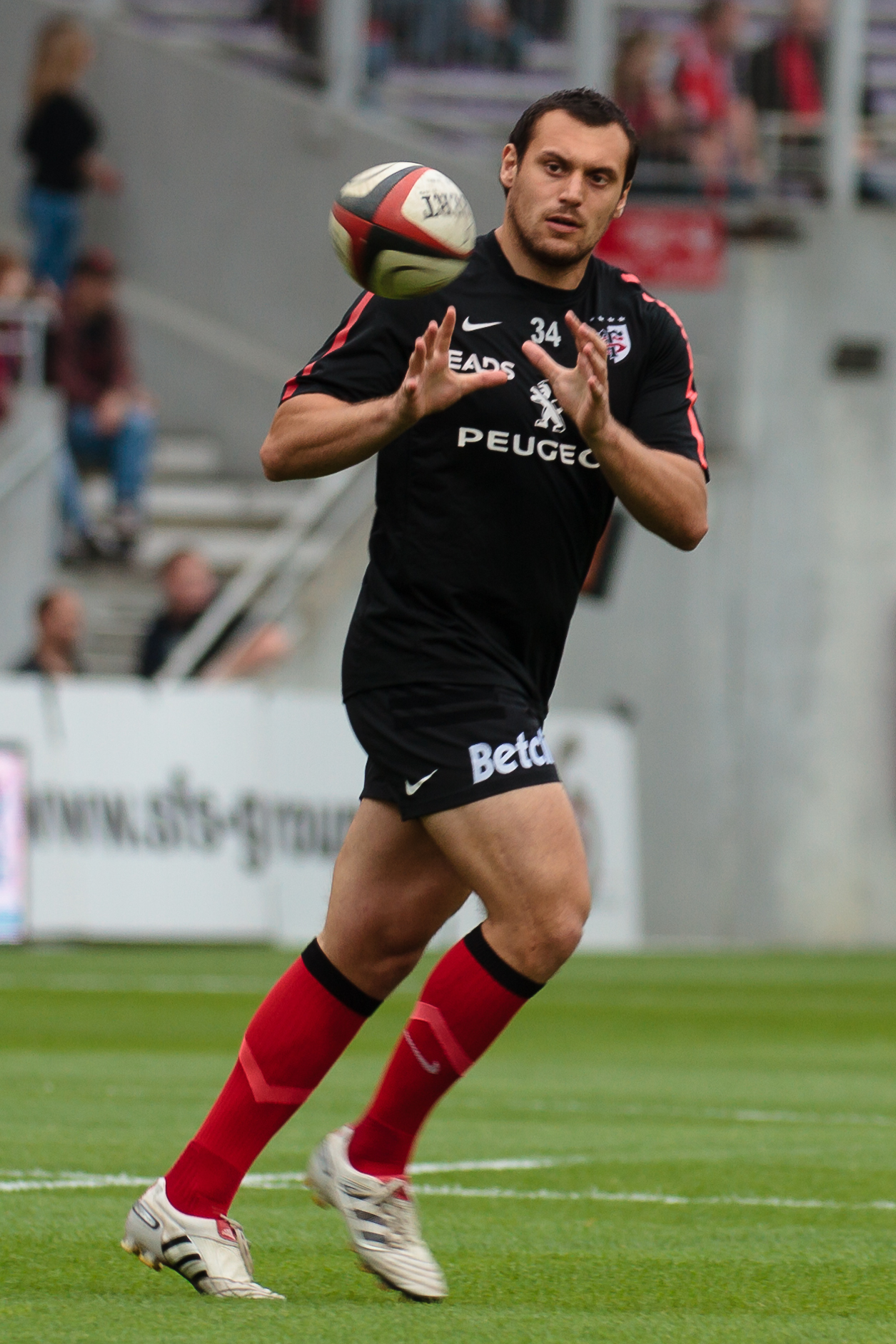
Lionel Beauxis à l'échauffement avec le maillot du Stade toulousain.

- 2014-Février 2017 : Union Bordeaux Bègles
- Février 2017-2019 : Lyon OU
- 2019-2021 : Oyonnax rugby
- 2021-2022 : AS Béziers Hérault

### En équipe nationale
Il honore sa première cape internationale en équipe de France le 3 février 2007 contre l'Italie lors du Tournoi des Six Nations 2007. Il est sélectionné par Bernard Laporte pour la Coupe du monde de 2007 en France où il dispute 6 matchs et inscrit 45 points.
Non retenu pour la Coupe du monde de 2011, il fait partie du groupe de joueurs qui participe au Tournoi des Six Nations 2012. Il est titularisé pour les deux derniers matchs du tournoi, face à l'Angleterre et face au pays de Galles (deux défaites).
Après près de six ans d'absence et alors que sa carrière internationale paraissait terminée, il fait son retour en février 2018, rappelé pour le match face à l'Ecosse comptant pour le Tournoi des Six Nations 2018. Camille Lopez, habituel ouvreur du XV de France, étant gravement blessé depuis octobre 2017 et le jeune Matthieu Jalibert s'étant blessé lors du premier match du tournoi face à l'Irlande au Stade de France (défaite 13-15), le tout nouveau sélectionneur Jacques Brunel choisit de privilégier l’expérience de Beauxis, auteur d'une belle première partie de saison avec le Lyon olympique universitaire.

## Palmarès

### En club
- Champion de France : 2007 avec le Stade français et 2012 avec le Stade toulousain.
- Finaliste du challenge européen : 2005 avec la Section paloise et 2011 avec le Stade français.

### En équipe nationale

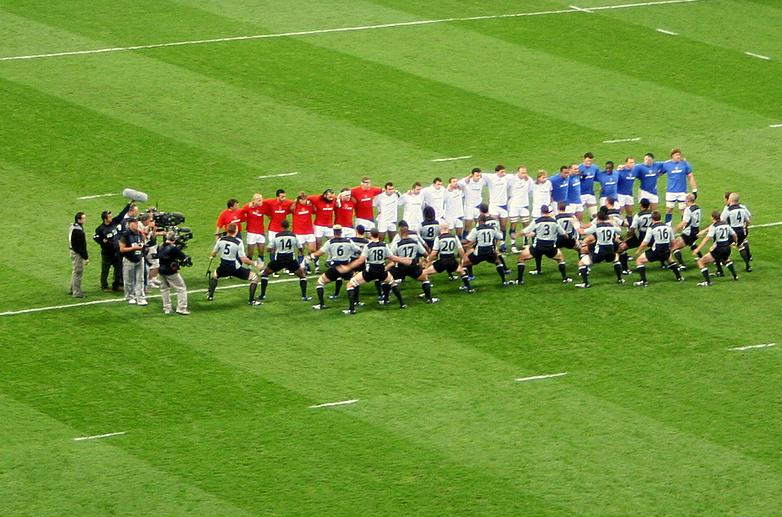
Quart-de-finale France - All Blacks en 2007.

- 24 sélections en équipe de France depuis 2007
- Sélections par année : 12 en 2007, 3 en 2009, 5 en 2012, 4 en 2018
- Nombre de points marqués : 125 (25 pénalités, 18 transformations, 3 drops, 1 essai)
- Tournois des Six Nations disputés : 2007, 2009, 2012, 2018
- Vainqueur du Tournoi des Six Nations : 2007
- Coupe du monde :
  - 2007 : 6 sélections (Namibie, Irlande, Géorgie, Nouvelle-Zélande, Angleterre, Argentine)
- Équipe de France moins de 21 ans :
  - Champion du monde en 2006 en France (il inscrit tous les points de l'équipe en finale contre l'Afrique du Sud : 6 pénalités et 2 drops)
  - Demi-finaliste en 2005 en Argentine
  - Sacré meilleur joueur du monde catégorie moins de 21 ans pour l'année 2006[42].
  - 7 sélections en 2005 - 2006
- Équipe de France moins de 19 ans : finaliste de la coupe du monde en 2004
- Équipe de France moins de 18 ans

### Matchs internationaux
| #   | Date              | Lieu                                        | Adversaire       | Résultat | Points marqués | Competition             |
| --- | ----------------- | ------------------------------------------- | ---------------- | -------- | -------------- | ----------------------- |
| 1.  | 3 février 2007    | Stade Flaminio, Rome, Italie                | Italie           | 3-39     | 3 pts          | Tournoi des Six Nations |
| 2.  | 11 février 2007   | Croke Park, Dublin, Irlande                 | Irlande          | 17-20    | 2 pts          | Tournoi des Six Nations |
| 3.  | 24 février 2007   | Stade de France, Saint-Denis, France        | Pays de Galles   | 32-21    | 3 pts          | Tournoi des Six Nations |
| 4.  | 11 mars 2007      | Stade de Twickenham, Londres, France        | Angleterre       | 26-18    | 0 pt           | Tournoi des Six Nations |
| 5.  | 17 mars 2007      | Stade de France, Saint-Denis, France        | Écosse           | 46-19    | 16 pts         | Tournoi des Six Nations |
| 6.  | 26 août 2007      | Millennium Stadium, Cardiff, pays de Galles | Pays de Galles   | 7-34     | 14 pts         | Test match              |
| 7.  | 16 septembre 2007 | Stadium, Toulouse, France                   | Namibie          | 87-10    | 0 pt           | Coupe du monde          |
| 8.  | 21 septembre 2007 | Stade de France, Saint-Denis, France        | Irlande          | 25-3     | 0 pt           | Coupe du monde          |
| 9.  | 27 septembre 2007 | Stade Vélodrome, Marseille, France          | Géorgie          | 64-7     | 24 pts         | Coupe du monde          |
| 10. | 6 octobre 2007    | Millennium Stadium, Cardiff, pays de Galles | Nouvelle-Zélande | 20-18    | 10 pts         | Coupe du monde          |
| 11. | 13 octobre 2007   | Stade de France, Saint-Denis, France        | Angleterre       | 9-14     | 9 pts          | Coupe du monde          |
| 12. | 19 octobre 2007   | Parc des Princes, Paris, France             | Argentine        | 10-34    | 2 pts          | Coupe du monde          |
| 13. | 7 février 2009    | Croke Park, Dublin, Irlande                 | Irlande          | 30-21    | 11 pts         | Tournoi des Six Nations |
| 14. | 14 février 2009   | Stade de France, Saint-Denis, France        | Écosse           | 22-13    | 17 pts         | Tournoi des Six Nations |
| 15. | 27 juin 2009      | ANZ Stadium, Sydney, Australie              | Australie        | 22-6     | 3 pts          | Test match              |
| 16. | 4 février 2012    | Stade de France, Saint-Denis, France        | Italie           | 30-12    | 0 pt           | Tournoi des Six Nations |
| 17. | 27 février 2012   | Murrayfield, Édimbourg, Écosse              | Écosse           | 17-23    | 3 pts          | Tournoi des Six Nations |
| 18. | 4 mars 2012       | Stade de France, Saint-Denis, France        | Irlande          | 17-17    | 0 pt           | Tournoi des Six Nations |
| 19. | 11 mars 2012      | Stade de France, Saint-Denis, France        | Angleterre       | 22-24    | 9 pts          | Tournoi des Six Nations |
| 20. | 17 mars 2012      | Millennium Stadium, Cardiff, pays de Galles | Pays de Galles   | 16-9     | 3 pts          | Tournoi des Six Nations |
| 21. | 11 février 2018   | Murrayfield, Édimbourg, Écosse              | Écosse           | 32-26    | 0 pt           | Tournoi des Six Nations |
| 22. | 23 février 2018   | Stade Vélodrome, Marseille, France          | Italie           | 34-17    | 0 pt           | Tournoi des Six Nations |
| 23. | 10 mars 2018      | Stade de France, Saint-Denis, France        | Angleterre       | 22-16    | 3 pts          | Tournoi des Six Nations |
| 24. | 17 mars 2018      | Millennium Stadium, Cardiff, pays de Galles | Pays de Galles   | 14-13    | 0 pt           | Tournoi des Six Nations |

### Coupe du monde
| Édition     | Rang      | Résultats France | Résultats L.Beauxis | Matchs L.Beauxis |
| ----------- | --------- | ---------------- | ------------------- | ---------------- |
| France 2007 | Quatrième | 4 v, 0 n, 3 d    | 4 v, 0 n, 2 d       | 6/7              |

Légende : v = victoire ; n = match nul ; d = défaite.

### Tournoi
| Édition          | Rang | Résultats France | Résultats L.Beauxis | Matchs L.Beauxis |
| ---------------- | ---- | ---------------- | ------------------- | ---------------- |
| Six Nations 2007 | 1    | 4 v, 0 n, 1 d    | 4 v, 0 n, 1 d       | 5/5              |
| Six Nations 2009 | 3    | 3 v, 0 n, 2 d    | 1 v, 0 n, 1 d       | 2/5              |
| Six Nations 2012 | 4    | 2 v, 1 n, 2 d    | 2 v, 1 n, 2 d       | 5/5              |
| Six Nations 2018 | 4    | 2 v, 0 n, 3 d    | 2 v, 0 n, 2 d       | 4/5              |

Légende : v = victoire ; n = match nul ; d = défaite ; la ligne est en gras quand il y a Grand Chelem.

## Vie privée
Il est marié à Marie-Alice Yahé, demi de mêlée de l'USA Perpignan et capitaine de l'équipe de France féminine, depuis le 27 juin 2014.